# PTC Integrity
PTC Integrity (ex MKS Integrity) è una piattaforma per la gestione del ciclo di vita di un software (SSLM) e delle applicazioni  (ALM) sviluppato da MKS, acquisito da PTC nel 2011, e distribuito per la prima volta nel 2001.
Il software adotta una architettura client/server con entrambi con interfacce desktp (java/swing) e web. Fornisce un ambiente di sviluppo software in maniera collaborativa nel quale si può gestire processi di sviluppo end-to-end, dalla gestione dei requisiti, alla gestione del cambio, controllo di revisione, e build management fino alla gestione dei test e al deployment con metriche e reportistica associata.